# Halenia corniculata
Halenia corniculata är en gentianaväxtart som först beskrevs av Carl von Linné, och fick sitt nu gällande namn av Charles Auguste Édouard Cornaz. Halenia corniculata ingår i släktet Halenia och familjen gentianaväxter. Inga underarter finns listade i Catalogue of Life.